# Nosotros, los Nobles
Nosotros, los Nobles es una película de comedia mexicana de 2013. Dirigida por Gary Alazraki, escrita por Adrián Zurita y Patricio Saiz basándose en la película de 1949, El gran calavera dirigida por Luis Buñuel, que a su vez se basa en una obra del dramaturgo español Adolfo Torrado Estrada.
Esta protagonizada por Gonzalo Vega, Luis Gerardo Méndez, Karla Souza y Juan Pablo Gil. 
Ha sido una de las películas con más espectadores en México y en América Latina, según el Instituto Mexicano de Cinematografía, con 7 millones de espectadores, y la segunda más taquillera, con ingresos de 327.52 millones de pesos mexicanos.
Se lanzó en descarga digital el 5 de julio del 2013, y en DVD y Blu-Ray, el 19 de julio de ese mismo año. Fue la última película en la que participó Gonzalo Vega antes de su fallecimiento, el 10 de octubre del 2016.

## Trama
En la Ciudad de México en el 2013, Germán Noble (Gonzalo Vega), gran empresario con grandes ingresos y viudo de Beatriz, no se da cuenta de que sus hijos Javier (Luis Gerardo Méndez), Bárbara (Karla Souza) y Carlos (Juan Pablo Gil) no están haciendo nada de su vida y solo se mantienen de él. Germán piensa que están tristes y deprimidos por el fallecimiento de Beatriz, su madre.
Javier es un junior irresponsable que, aunque trabaja teóricamente en la empresa constructora de su padre, generalmente se la vive de juergas con amigos de su mismo círculo social, siempre tiene proyectos fantasiosos en mente, proyectos irreales de los que se burla el socio de su padre, Anwar Karim (Mario Haddad). Germán intenta que Javier se ocupe de la empresa, pero el joven, en vez de hacerlo, manda a un empleado a ocupar su lugar en un proyecto en Tuxtla Gutiérrez (Chiapas) mientras él y sus amigos se llevan el jet de la empresa a Miami para una nueva juerga.
Bárbara está a punto de comprometerse (durante la celebración de su cumpleaños) con Peter (Carlos Gascón), quien pretende ser español y acaba de mandar a la quiebra a uno más de los múltiples y fracasados negocios que emprende. Para recuperarse y pagar sus enormes adeudos con el cobro de impuestos (es decir, con la Secretaría de Hacienda), pretende acceder a un fideicomiso que la madre de Bárbara le legó. Germán se opone a que su hija se case con semejante gigoló, que además es 20 años mayor que Bárbara; pero ella, en vez de escuchar las razones de su padre, comienza a planear la boda.
Después de enfrentarse a tantos líos de sus hijos y de enterarse de que su hijo menor, Carlos (Juan Pablo Gil) (al que todos llaman "Charlie" o simplemente "Cha"), ha sido expulsado de la facultad, entre otros problemas por haber sido atrapado por el director de la carrera (Carlos Alazraki) al tener relaciones sexuales con Lucía (Mariana Braun), una de sus profesoras, Germán Noble sufre un infarto, por lo que es llevado al hospital, donde es visitado por sus hijos. Al ver que ellos no muestran gran interés en él, y pensando en los gastos excesivos y en la mala educación que les dio a sus hijos, decide fingir que su empresa está en un grave conflicto con el sindicato de la constructora, y que su socio, Anwar Karim, se ha marchado del país y que lo dejó sin dinero, que el gobierno les ha congelado las cuentas y que les  embargó su casa y todas sus propiedades. Finge que, por ser los tres muchachos, junto con su padre, accionistas de la constructora, todos podrían ir a prisión, por lo que supuestamente deben ocultarse en algún lugar no relacionado con la empresa. Germán les pide a sus hijos que no se pongan en contacto con nadie de sus amistades ni de su familia (para que no descubran el engaño), y les lleva a vivir a una casa bastante deteriorada que el padre de Germán poseía en una colonia muy modesta. 
Ya instalados en ella, Germán les hace creer que para poder comer y comenzar a reparar la casa, deben conseguir empleos. Cha consigue pronto, gracias al padre de un amigo, un empleo como cajero de banco. Bárbara y Javier consiguen trabajo gracias a Lucho (Ianis Guerrero), un chico emprendedor que antes fue su empleado y sobrino de Margarita (Mary Paz Mata), la nana de los Noble. Bárbara entra a trabajar de mesera en un restaurante-bar de baja categoría, y a Javier le permite tomar un turno como chofer de transporte público en un micro-bus, que es propiedad de Lucho. Los problemas de adaptación no se hacen esperar: al principio los tres jóvenes no parecen conseguir dinero suficiente, pero poco a poco van entendiendo cómo es en realidad la vida y que tienen que esforzarse para salir adelante. Bárbara va comprendiendo que Lucho es un hombre demasiado diferente a los "chavos fresas" que está acostumbrada a tratar, y en ella va creciendo la admiración por él. Javi poco a poco comprende que los que él creía sus amigos, solo eran compañeros de fiestas, y que solo les interesaba vivir la vida loca. Charlie es acosado sexualmente por Carmen (Ana Karina Guevara), la gerente del banco en el que trabaja, y debe ceder para evitar perder el empleo. Germán también aprende mucho de sus hijos: se entera, consternado, de que Bárbara padece bulimia, , Javier es disléxico, Charlie es fácilmente influenciado por las opiniones sociales, desahogándose siempre teniendo relaciones sexuales con mujeres mayores además de que él si sabía de los problemas de sus hermanos pero no lo veía como algo importante y que, mientras él como padre se desvivía por la empresa, sus hijos crecieron abandonados, pues Bárbara le reclama que no estuvo presente en su graduación, ni cuando Javi tuvo problemas escolares o cuando Charlie enfermó severamente de mononucleosis y en todo el tiempo que ella ha sufrido de bulimia, él no estuvo ni un poco de cerca de darse cuenta.
Entre tanto, Peter, el prometido de Bárbara, consigue una entrevista con Anwar y le saca la verdad respecto a lo que ha sucedido con la familia de su prometida. Sabedor de que solo se trató de una lección que Germán quiso dar a sus hijos, Peter busca a Germán e intenta chantajearlo exigiendo que acepte darle el poder notarial sobre el fideicomiso de su hija. Germán se ve obligado a ceder, pero, al darse cuenta de que es un error, decide impedir que Bárbara se case con él y confiesa la verdad a sus hijos. Estos, enojados, se alejan de él retornando a vivir a la vieja casa de su abuelo, que ya habían reparado. Ellos siguen trabajando y, por fin, como era el deseo de Germán, se hacen independientes, maduran y, sobre todo, aprenden valores. Al final, los tres muchachos perdonan a su padre y se reúnen como familia. Javier abre un negocio real, un taller de micro-buses; Charlie tiene una novia de su edad, mientras que Bárbara y Lucho al fin se hacen novios.
En una escena poscreditos, Peter aparece en prisión siendo hostigado sexualmente por dos reclusos en la celda en que se encuentra. Se presume que cayó preso por su adeudo con Hacienda.

## Reparto
- Gonzalo Vega como Germán Noble
- Karla Souza como Bárbara Noble
- Luis Gerardo Méndez como Javier Noble
- Juan Pablo Gil como Charlie Noble
- Ianis Guerrero como Lucho
- Carlos Gascón como Pedro Pintado "Peter"
- Tavo Garay como Tavo
- Quezali Cortés como Gilberto Marín
- Mario Haddad como Anwar Karim
- Alberto Zeni como Juan Pablo
- Mary Paz Mata como Margarita
- Carlos Alazraki como El Director
- Ana Karina Guevara como Carmen Solórzano
- Marell Cano como Danny
- Mariana Braun como Maestra Lucía
- Gary Alazraki como Santiago
- Mariana Villalvazo como Novia de Charlie
- Marcela Guirado como Amiga de Bárbara
- Francisco Aguirre Mosqueda como El Juez

## Premios

### Premios Ariel
| Año  | Categoría                     | Persona             | Resultado |
| ---- | ----------------------------- | ------------------- | --------- |
| 2014 | Ariel al Mejor Actor          | Luis Gerardo Méndez | Nominado  |
| 2014 | Ariel al Mejor Guion Adaptado | Gary Alazraki       | Nominado  |

## Versiones
- Belli di papà - adaptación italiana estrenada en el 2015.[7]
- Malcriado$- adaptación colombiana estrenada en el 2016.[8]
- Ricos y malcriados - adaptación francesa estrenada en el 2021.[9]